# Invadarea Poloniei (1939)
Invadarea Poloniei din 1939 (numită de polonezi: Wojna obronna 1939 roku–Războiul de apărare din 1939, de germani:  Polenfeldzug–Campania poloneză, având numele de cod dat de Marele Stat Major nazist Fall Weiss, numită de unii istorici și "Campania poloneză din septembrie" ori "Războiul polono-german din 1939"), a fost inițiată de Germania Nazistă, Uniunea Sovietică și statul marionetă Slovacia, fiind evenimentul care a declanșat al doilea război mondial. Dacă asupra momentului declanșării celei de-a doua conflagrații mondiale mai există discuții, este acceptat de către toată lumea că invadarea Poloniei a marcat începutul celui de-al doilea război mondial în Europa, de vreme ce aliații continentali ai Poloniei (Regatul Unit și Franța) au declarat război Germaniei pe 3 septembrie, gest urmat la scurtă vreme de Canada, Australia și Noua Zeelandă. Invazia a început pe 1 septembrie 1939, la numai o săptămână după semnarea Pactului Molotov-Ribbentrop, și s-a încheiat pe 6 octombrie, odată cu ocuparea întregii Polonii de agresorii germani și sovietici.
După un presupus "atac polonez" de pe 31 august 1939, o înscenare germană de fapt, forțele germane au atacat Polonia din nord, sud și vest în ziua următoare. Cu liniile de apărare mult prea întinse de-a lungul granițelor țării, forțele poloneze au fost nevoite să se retragă spre răsărit. După înfrângerea din bătălia de pe râul Bzura de la mijlocul lunii septembrie, germanii au cucerit un avantaj indiscutabil. Forțele poloneze au început să se retragă către sud-est, conform unui plan care prevedea o apărare îndârjită în zona așa-numitului cap de pod românesc, unde urmau să aștepte promisul contraatac Aliat.
Pe 17 septembrie 1939, Armata Roșie sovietică a atacat regiunile răsăritene ale Poloniei în cooperare cu Germania. Sovieticii ocupau zonele convenite în anexa secretă a Pactului Molotov-Ribbentrop, care împărțea Europa Răsăriteană între sferele de influență sovietică și nazistă. Trebuind să facă față luptei pe două fronturi, guvernul polonez a decis că apărarea în zona capului de pod românesc nu mai era posibilă și a ordonat evacuarea trupelor și tezaurului Băncii Naționale prin România neutră. Până pe 1 octombrie, trupele germane și sovietice au ocupat în totalitate teritoriul polonez, dar guvernul polonez nu s-a predat niciodată. În plus, o mare parte din soldații armatelor terestre și aeriană poloneze au fost evacuați în România și Ungaria. Numeroși militari polonezi evacuați au emigrat pentru a se alătura nou create Armate poloneze din Franța, din Siria sub mandatul francez și din Regatul Unit.
Ca urmare a înfrângerii în Campania din septembrie, s-a format Statul secret polonez. Lupta Poloniei în al doilea război mondial nu a încetat, nou creata sa armată continuând să contribuie la operațiunile militare ale Aliaților de-a lungul întregii conflagrații. Germanii au cucerit sectorul ocupat de sovietici și au invadat Uniunea Sovietică pe 22 iunie 1941, pierzând mai apoi întregul teritoriu în fața înaintării Armatei Roșii în 1944. În timpul războiului, Polonia a pierdut cam o cincime din populația antebelică datorită ocupației care a marcat sfârșitul celei de-a doua republici poloneze.

## Forțele angrenate în conflict

### Germania
Germania avea un avantaj numeric important asupra Poloniei, dar și un important avantaj material, dată fiind politica de înarmare nazistă din perioada de dinainte de război. Heer (Armata terestră germană) avea aproximativ 2.400 de tancuri organizate în 6 divizii panzer, care foloseau o nouă tactică de luptă. Aceasta prevedea că diviziile de tancuri, acționând în colaborare cu restul unităților armatei, lovea masiv liniile inamice, le străpungea, izola și încercuia porțiunile selectate ale frontului inamic, după care le distrugea. Succesele diviziilor de tancuri urmau să fie exploatate de unitățile mecanizate mai puțin mobile și de unitățile de infanterie. Luftwaffe (Armata aerului) asigura sprijin tactic și strategic, în special prin intermediul bombardierelor în picaj, care atacau și dezorganizau aprovizionarea și comunicațiile inamicului. Toate aceste noi metode operaționale au fost denumite Blitzkrieg (Războiul fulger), dar istoricii sunt în general de acord că, în cazul campaniei din Polonia, tacticile folosite de germani au fost mai conservatoare, mai apropiate de cele tradiționale decât de cele ale războiului fulger. Strategia Wehrmachtului (Armata terestră) era mai degrabă cea a Vernichtungsgedankenului, bazată pe atacurile pe flancuri și crearea de pungi care trebuiau mai apoi anihilate.
Aviația a jucat un rol de prim rang în cadrul campaniei. Bombardierele au atacat numeroase ținte civile, cauzând uriașe pierderi omenești în timpul a ceea ce au fost caracterizate drept bombardamente de terorizare. Forțele Luftwaffe erau formate din 1.180 de avioane, (290 bombardiere în picaj Ju 87 Stuka, 290 bombardiere convenționale (în special de tip He 111) și cam 240 de diferite avioane ale marinei). În total, Germania a avut cam 3.000 de avioane, din care două treimi erau modele moderne. Jumătate dintre acestea au luptat pe frontul polonez. Luftwaffe erau cele mai bine antrenate și echipate forțe aeriene ale momentului.

### Polonia

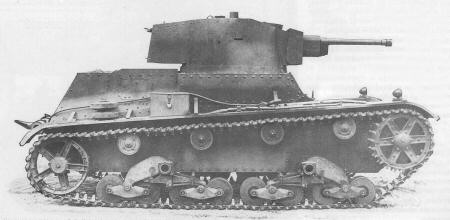
Tancul ușor polonez 7TP.

Avionul de vânătoare PZL P.11.

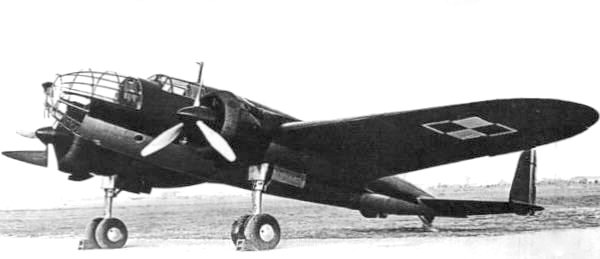
Bombardierul mediu polonez PZL-37 Łoś.

Între 1936 și 1939, Polonia a investit masiv în industrializare în Regiunea Centrală Industrială (Centralny Okręg Przemysłowy). Pregătirile pentru un război de apărare împotriva Germaniei se derulau de mai mulți ani, dar majoritatea planurilor presupuneau că luptele nu aveau să înceapă până în 1942. Pentru a face rost de banii necesari industrializării, Polonia vindea o bună parte a echipamentului modern pe care îl producea. Armata poloneză putea mobiliza cam un milion de soldați, dar mai puțin de jumate dintre ei se aflau sub arme pe 1 septembrie. Militarii de  rezervă care se îndreptau către unitățile de concentrare au fost răniți sau uciși în timpul raidurilor aeriene ale Luftwaffe, care a atacat sistemul de transporturi publice al polonezilor. Armata poloneză era dotată cu mai puține tancuri și mașini blindate decât cea germană, iar, în plus, tancurile erau dispersate la unitățile de infanterie, fiind incapabile să se opună în mod eficient atacurilor masive ale panzerelor inamice.
Experiența căpătată în războiul polono-sovietic a modelat organizarea armatei și doctrinei militare poloneze. Spre deosebire de războiul de tranșee din primul război mondial, războiul polono-sovietic a fost un conflict în care mobilitatea cavaleriei a jucat un rol decisiv. Polonia a recunoscut avantajele mobilității, dar nu s-a dovedit dornică să investească masiv în noile invenții militare scumpe și netestate în luptă. În schimb, brigăzile cavaleriei poloneze erau folosite ca infanterie călare și, în timpul conflictului cu Germania, a înregistrat anumite succese limitate în luptele cu infanteria și cavaleria germane.
Forțele aeriene poloneze erau net inferioare Luftwaffe german, deși, contrar unei păreri foarte răspândite, nu a fost distrusă la sol. Deși aviația militară poloneză nu dispunea de multe avioane de vânătoare moderne, piloții polonezi se numărau printre cei mai bine antrenați din acele vremuri.
Se poate afirma că germanii se bucurau de superioritatea aeriană numerică și calitativă. Polonia avea numai 400 de avioane, din care 169 de avioane de vânătoare și câteva avioane învechite de transport, recunoaștere și antrenament. Numai 36 de avioane poloneze puteau să rivalizeze cu cele germane, așa cum era bombardierul PZL.37 Łoś. Celelalte avioane poloneze erau mai vechi decât cele germane. Avionul de vânătoare polonez PZL P.11, produs la începutul deceniului al patrulea, era capabil să dezvolte o viteză de numai 350 km/oră, mult mai mică decât a bombardierelor germane.
Marina poloneză avea o flotă mai mică decât cea germană, fiind compusă din distrugătoare, submarine și vase de sprijin. Cele mai multe vase de suprafață poloneze au urmat planul Peking, au părăsit porturile poloneze pe 20 august și au scăpat de flota germană în Marea Nordului, alăturându-se Royal Navy. Submarinele poloneze au participat la Operațiunea Worek, concepută pentru angajarea și distrugerea transporturilor marine germane din Marea Baltică, dar au înregistrat numai succese limitate. În afară de aceasta, numeroase vase comerciale poloneze s-au alăturat flotei comerciale britanice și au luat parte la efortul de aprovizionare a convoaielor transatlantice.

### Slovacia
Slovacia a avut o armată cu o vechime de doar șase luni, dar atunci când Germania le-a cerut slovacilor ajutor să atace Polonia, aceștia au fost de acord. Ei au trimis un grup de armată, numit câmp Armata Bernolák sub comanda generalului slovac Ferdinand Catlos. Campania lor a început în septembrie, 1939. Ei au ocupat orașul polonez Tatranska Javorina și mai multe zone din Polonia (care sunt parte a Slovaciei de astăzi). S-au confruntat doar cu o singură forță poloneză, Armata Karpaty. La sfârșitul atacului, ei au ocupat o mare parte din sudul Poloniei, cu costul de numai 37 bărbați uciși și 114 răniți.

## Preludiul campaniei
Partidul Nazist condus de Adolf Hitler a preluat puterea în Germania în 1933. la început, Hitler a inițiat o politică de reapropiere de Polonia, care a culminat cu semnarea pactului de neagresiune germano-polonez în 1934. Politica externă din primii ani ai puterii naziste căuta atragerea Poloniei în Pactul Anticomintern, care trebuia să se constituie într-un front comun împotriva Uniunii Sovietice. Germania era interesată de cucerirea de noi teritorii în URSS, să câștige Lebensraum–Spațiu vital și să lărgească granițele Großdeutschland – Germaniei Mari. Polonia ar fi trebuie să primească la rândul ei teritorii sovietice în nord-est, dar ceea ce aveau să primească urma să-i facă pe polonezi puternic dependenți de germani, ajungându-se ca țara să funcționeze ca un stat clientelar al Germaniei. Anumiți responsabili politici polonezi au considerat că o asemenea eventualitate ar fi amenințat grav independența țării.
În afară de cucerirea de noi teritorii sovietice, Germania era interesată de stabilirea unor noi granițe cu Polonia, care să rezolve problema izolării exclavei germane a Prusiei Răsăritene care era separată de trupul Reichului de "Coridorul Polonez". În Germania era foarte larg răspândită convingerea că Orașul liber Danzig trebuia încorporat în Reich. Atâta vreme cât populația majoritară a orașului era în principal de etnie germană, Coridorul era un teritoriu puternic disputat între Germania și Polonia. După semnarea Tratatului de la Versailles, Polonia a căpătat Coridorul, aceasta ducând la schimbarea compoziției etnice a regiunii. Hitler dorea să inverseze această tendință și a promis că va "elibera" atât germanii trăitori încă în Coridor cât și pe cei din Danzig, oraș-port aflat sub controlul Ligii Națiunilor.
În 1938, Germania a făcut cereri tot mai insistente pentru Danzig, între timp propunând construirea unei căi ferate care să lege Prusia Răsăriteană cu restul Reichului, traversând Coridorul Polonez. Polonia a respins acest proiect, temându-se că o acceptare a pretențiilor germane ar duce la pierderea independenței după modelul ceh. Polonezii au refuzat să negocieze cu Hitler, neavând încredere în bunele sale intenții. În același timp, cooperarea Germaniei cu naționaliștii ucraineni antipolonezi din OUN (Організація Українських Націоналістів) a scăzut și mai mult credibilitatea politicii externe germane în ochii polonezilor. Britanicii erau conștienți de izolarea Poloniei. Pe 30 martie, Polonia a primit garanții din partea Regatului Unit și Franței, deși niciuna dintre cele două țări nu dorea în acel moment prea mult să se implice într-un conflict militat împotriva germanilor. Primul ministru britanic Neville Chamberlain și ministrul său de externe, Lord Halifax, sperau să ajungă la o înțelegere cu Hitler asupra statutului Orașului liber Danzig, (și poate și asupra Coridorului Polonez), și se pare că și Hitler ar fi fost de acord cu un astfel de acord. Din nou, primul ministru britanic și susținătorii săi considerau că politica împăciuitorismului avea să ducă la evitarea războiului, Polonia urmând să fie ciuntită, dar să rămână independentă. Miza jocului politic al momentului era hegemonia Germaniei asupra Europei Centrale. 

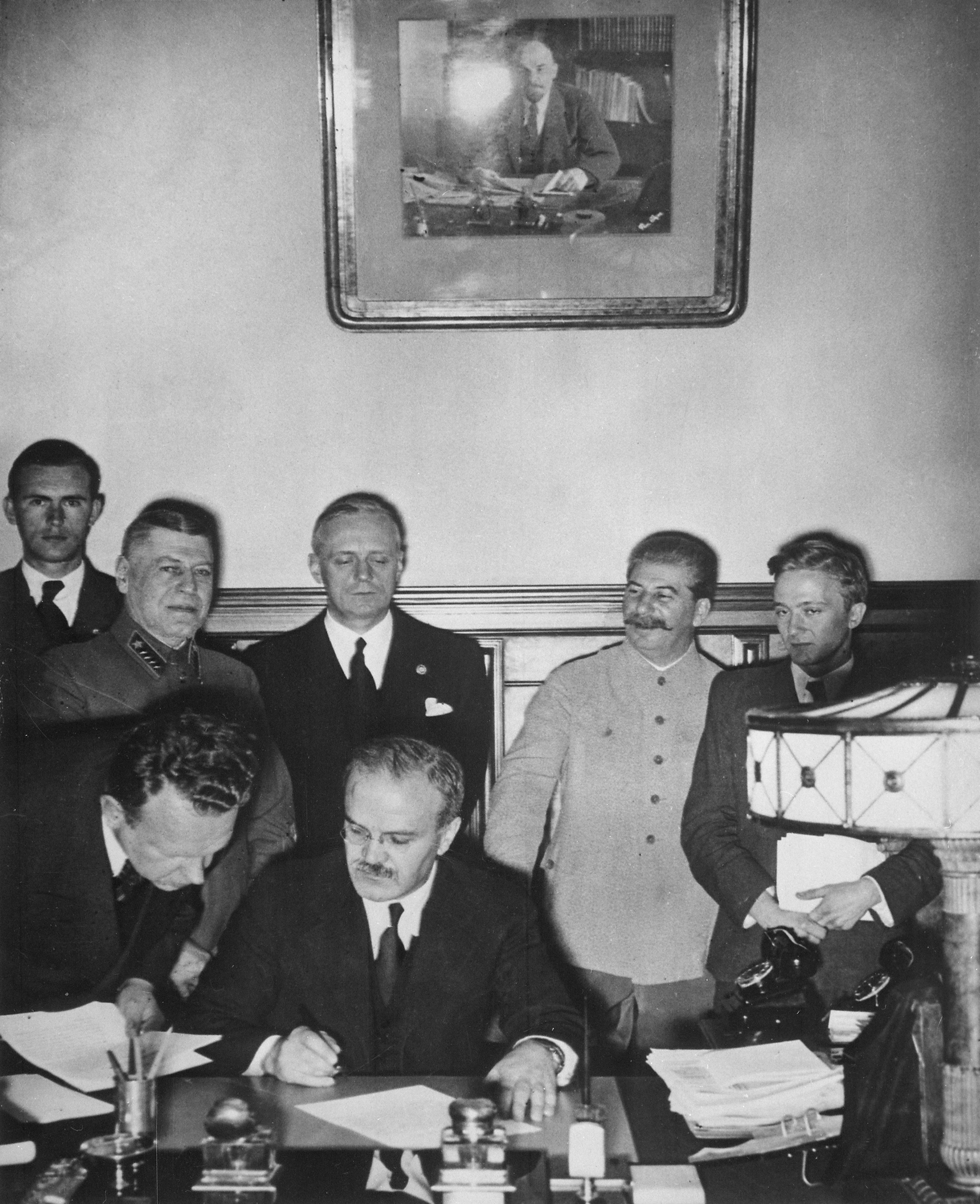
Ministrul sovietic de externe Viaceslav Molotov semnând Pactul de neagresiune sovieto-german. În spatele său se văd ministrul de externe german Joachim von Ribbentrop (stânga) și primul ministru sovietic Iosif Vissarionovici Stalin.

Cum tensiunile bilaterale creșteau, Germania a trecut  la o diplomație agresivă, retrăgându-se pe 28 aprilie 1939 din Pactul germano-polonez de neagresiune din 1934 și din Tratatul naval de la Londra din 1935. Încă de la începutul anului 1939, Hitler dăduse ordinele necesare pentru o posibilă "soluționare a problemei poloneze prin mijloace militare". Un alt pas către deschiderea căii războiului a fost surprinzătoarea semnare a Tratatului Molotov-Ribbentrop pe 22 august, care încununa discuțiile secrete nazisto-sovietice de la Moscova, prin care naziștii care au valorificat incapacitatea franco-britanicilor de a asigura o alianță cu URSS-ul. Ca urmare, Hitler a reușit neutralizarea oricărei opoziții sovietice la o potențială campanie germană împotriva Poloniei. În anexa secretă a tratatului, germanii și sovieticii căzuseră de acord asupra împărțirii Europei Răsăritene, inclusiv a Poloniei, în două sfere de influență. Treimea vestică a Poloniei urma să revină Germaniei, iar cele două treimi estice, Uniunii Sovietice. Deși serviciile de informații ale Aliaților occidentali ajunseseră în posesia datelor concrete despre trocul germano-sovietic cu privire la Europa Răsăriteană, prevederile anexei secrete ale tratatului nu au fost aduse la cunoștința guvernului polonez.
Atacul german trebuia dat inițial la ora 4:00 pe 26 august, numai că pe 25 august a fost semnat Pactul de apărare comună polono-britanic ca anexă a Alianței militare franco-poloneze. Prin acest acord, britanicii se angajau să apere și să-i păstreze independența Poloniei. Hitler a șovăit și a amânat atacul până pe 1 septembrie, încercând pe 26 august să convingă Franța și Regatul Unit să nu intervină în conflict. În scurtă vreme, Hitler a ajuns să fie convins că Aliații occidentali nu aveau să intervină în favoarea polonezilor, și chiar dacă ar fi făcut-o, dată fiind lipsa de garanții teritoriale, neprevăzute în actele semnate de franco-britanici, dictatorul german era convins că poate negocia un compromis favorabil naziștilor după cucerirea Poloniei. Între timp, numărul raidurilor și sabotajelor unităților Abwehrului, hărțuirile de frontieră și zborurile la înaltă altitudine ale avioanelor de recunoaștere germane semnalau iminența războiului.
Pe 29 august, Germania a dat Poloniei un ultimatum final, cerând întregul Coridor de această dată. Când Polonia a refuzat să predea teritoriul vizat, ministrul de externe german Joachim von Ribbentrop a declarat că au fost rupte orice punți de negociere. Pe 30 august, Marina poloneză și-a trimis flotila de distrugătoare spre Anglia, executând așa numita Operațiune Peking. În aceeași zi, mareșalul Poloniei Edward Rydz-Śmigły a anunțat mobilizarea trupelor poloneze. Asupra sa s-au exercitat presiuni de către francezi pentru revocarea ordinului, ei mai sperând încă într-un aranjament diplomatic, nedându-și seama că germanii erau complet mobilizați și concentrați la granița poloneză. Pe 31 august 1939, Hitler a dat ordin ca atacul împotriva Poloniei să fie declanșat la ora 4:45 a dimineții următoare. Datorită mai multor factori potrivnici, Polonia nu-și mobilizase decât 70% din efectivele planificate, iar multe unități se mai formau încă sau se deplasau către dispozitivele ordonate.

## Detalii ale campaniei

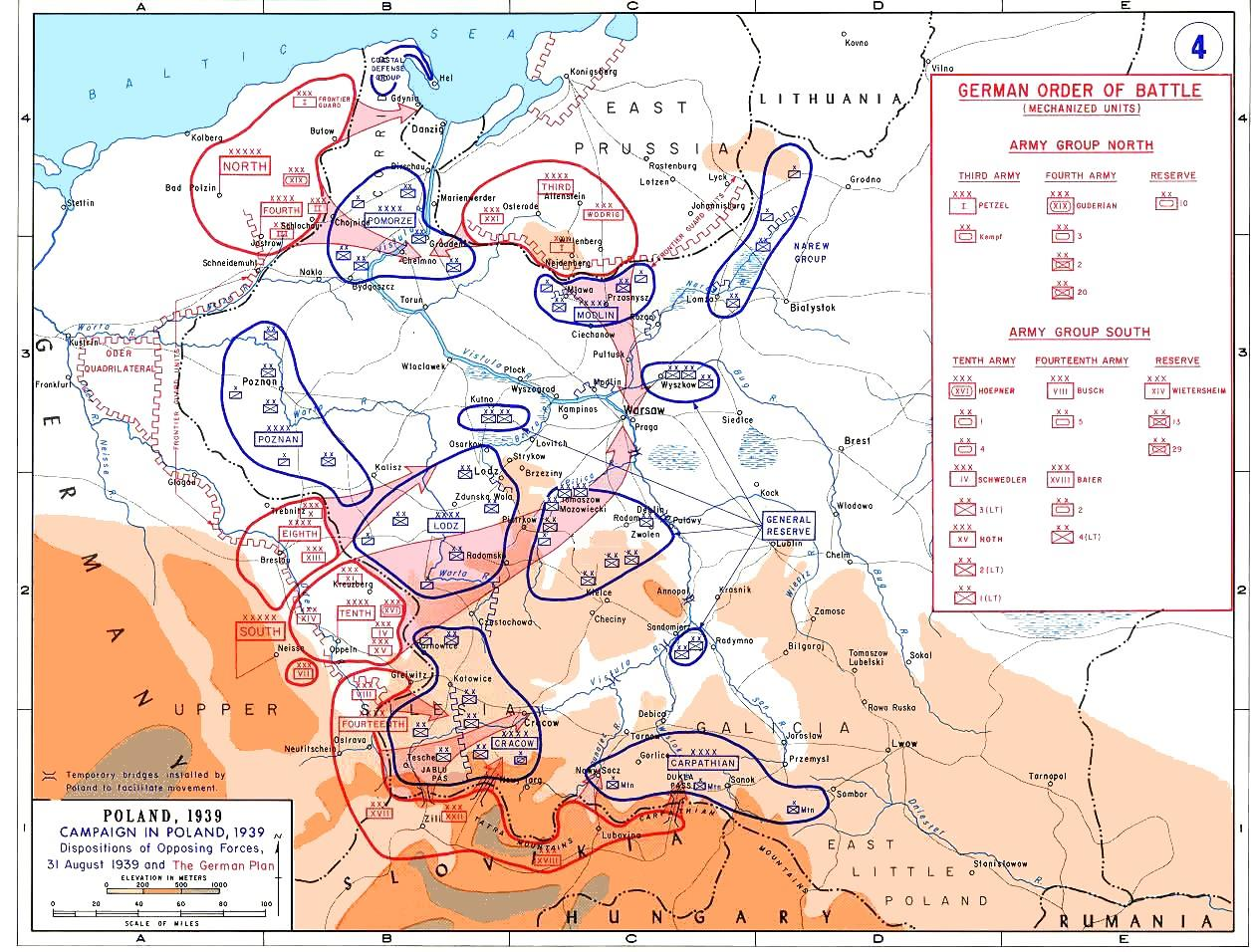
Dispoziția forțelor angrenate în conflict pe 31 august 1939 și planul german.

### Planurile de luptă

#### Planul german
Planul german de atac asupra Poloniei, Fall Weiss, a fost conceput de șeful Marelui Stat Major, generalul Franz Halder, și dus la îndeplinire de comandantul suprem al invaziei, generalul Walther von Brauchitsch. Planul prevedea declanșarea ostilităților mai înainte de înmânarea declarației de război și urmărea doctrina tradițională a încercuirilor largi și de distrugere ulterioară a forțelor inamicului. Avantajele materiale germane, printre care tancurile și avioanele moderne, aveau să aducă victoria rapidă atacatorului. Infanteria, care nu era încă în întregime mecanizată, dar care colabora perfect cu artileria foarte mobilă și cu unitățile eficiente logistice, urma să fie sprijinită de tancuri (panzere) și de unități mici de infanterie mecanizată, (regimentele Schützen, care aveau să se transforme mai târziu în unitățile de panzergrenadieri), trebuia să se deplaseze rapid, să se concentreze asupra unor locații bine desemnate ale inamicului, să le izoleze și să le distrugă. În această campaniei, ideea blindată, (apărută încă în perioada interbelică și susținută de anumiți generali în frunte ce Guderian, strategie care presupunea atacuri masive de tancuri menite să spargă frontul inamic și să asigure înaintări profunde în teritoriul inamic), nu a fost folosită, fiind preferate tacticile tradiționale. Această abordare mai prudentă a fost datorată conservatorismului anumitor generali din Marele Stat Major, care încă mai considerau că rolul tancurilor era acela de sprijin al marilor unități de infanterie.
Polonia era potrivită pentru desfășurarea marilor operațiuni mobile, dacă starea vremii era favorabilă–o țară cu câmpii întinse, cu frontiere lungi de peste 5.600 km, din care peste 2.000 km numai în nord (Prusia Răsăriteană). Granițele Poloniei cu Germania se extinseseră cu încă peste 800 km în sud, ca urmare a Acordului de la München din 1938. Încorporarea Boemiei și Moraviei și crearea statului marionetă Slovacia expusese și flancul sudic al Poloniei amenințării germane.
Planificatorii germani intenționau să folosească în avantajul lor granițele comune foarte lungi prin conceperea unei uriașe manevre de învăluire. Germanii urmau să atace Polonia pe trei direcții:
- principalul atac avea să fie dat dinspre centrul Germaniei peste granița estică a Reichului;
- un al doilea atac trebuia dat din regiunea nordică (Prusia) de-a lungul  Coridorului polonez;
- un al treilea atac avea să fie declanșat de unități germane și slovace de pe teritoriul Slovaciei.
  - membrii minorității etnice germane din Polonia, înrolați în unitățile Selbstschutz, pregătite încă din perioada interbelică, urmau să sprijine atacul prin acțiuni de sabotaj și de diversiune.

Toate cele trei atacuri urmau să conveargă spre Varșovia, în timp ce principalele forțe poloneze urmau să fie încercuite și distruse la vest de Vistula. Operațiunea Fall Weiss a fost declanșată pe 1 septembrie 1939, fiind considerată în zilele noastre prima operațiune militară a celui de-al doilea război mondial pe teatrul de luptă din Europa.

#### Planul polonez

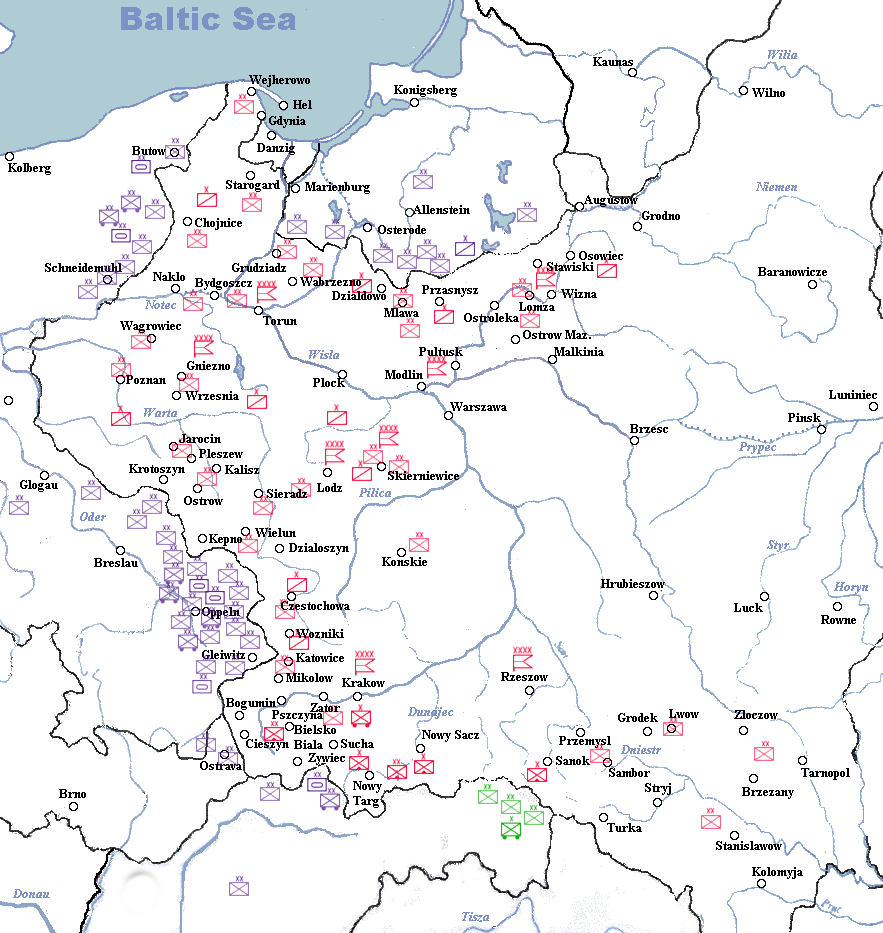
Desfășurarea forțelor germane și poloneze, 1 septembrie 1939.

Planul defensiv polonez, Plan Zachód–Planul Vest,  fusese modelat de hotărârea politică de a amplasa forțele armate direct la granița polono-germană, totul bazat pe promisul ajutor britanic. În plus, cele mai valoroase bogății naturale, întreprinderi industriale și cele mai bine populate regiuni se aflau în apropierea graniței de vest (regiunea Silezia), iar politica poloneză se concentra pe protejarea acestor regiuni, mai ales că mulți conducători ai statului se temeau că, dacă s-ar fi retras din zonele disputate cu Germania, britanicii și francezii ar fi fost tentați să semneze un tratat separat de pace, similar cu Acordul de la München din 1938. În plus, niciuna dintre cele două țări aliate ale Poloniei nu-i garantau acesteia integritatea teritorială. Date fiind aceste date, polonezii nu au fost de acord cu sfatul francezilor care le propunea să plaseze principalele forțe de apărare în spatele barierelor naturale formate de râurile Vistula și San, deși au fost câțiva generali polonezi care agreau un asemenea plan. Planul Vest ar fi permis armatei poloneze să se retragă înspre interiorul țării, dar această retragere trebuia să fie una treptată, spre pozițiile pregătite în prealabil în zona râurilor Narew, Vistula și San, dând rezerviștilor timp să se concentreze la unitățile lor, ceea ce ar fi permis declanșarea unei contraofensive generale în momentul în care aliații franco-britanici ar fi declanșat atacul promis.
Cel mai pesimist plan polonez de retragere prevedea replierea în spatele râului San, în voievodatele sud-estice și apărarea pe termen lung acolo, conform așa numitului Planului Capului de pod românesc. Franco-britanicii apreciau că polonezii erau capabili să apere regiunea pentru două-trei luni, în vreme ce militarii polonezi considerau că pot rezista aici cel puțin șase luni. Acest plan polonez se baza pe presupunerea că aliații occidentali își vor onora semnăturile de pe tratate și vor declanșa imediat atacul împotriva Germaniei. Însă nici guvernul francez, nici cel britanic nu au făcut planuri de atac în timpul apărării disperate a polonezilor. În plus, franco-britanicii se așteptau ca luptele mobile să se transforme treptat în lupte de tranșee, ceea ce ar fi forțat Germani să ajungă la un compromis cu Polonia. Guvernul de la Varșovia nu a fost însă înștiințat de strategia de așteptare a aliaților, iar polonezii și-au bazat toate planurile de apărare pe posibilitatea unei reacții rapide a anglo-francezilor.
Planul de apărare prioritară a frontierelor a contribuit din plin la înfrângerea polonezilor. Armata poloneză era întinsă pe un front subțire și foarte lung de-a lungul frontierelor, fiind lipsită de linii multiple de apărare și de poziții favorabile din punct de vedere natural. În plus, liniile de aprovizionare erau prost apărate. Aproape o treime din efectivele polonezilor erau concentrate în apropierea Coridorului polonez, în nord-vest, unde erau foarte expuse mișcărilor de învăluire pe ambele flancuri dinspre Prusia Orientală și dinspre vest, fiind în pericol de a fi izolate într-o pungă fără ieșire. În sud, trebuind să facă față atacului principal german, forțele poloneze erau plasate în linii defensive prea subțiri. Încă aproape o treime din trupele poloneze erau plasate în partea central-nordică, între orașele Łódź și Varșovia, sub comanda directă a mareșalului Edward Rydz-Śmigły. Modul de plasare în adâncime a trupelor poloneze le-a împiedicat să ducă lupte de întârziere a înaintării germane, de timp ce, spre deosebire de inamicii lor, infanteriștii polonezi erau obligați să se deplaseze pe jos, neavând timpul necesar să se retragă, să organizeze noi poziții defensive, sau să se concentreze, fiind depășiți și încercuiți cu ușurință de unitățile mecanizate germane.
Decizia politică de apărare cu prioritate a frontierelor nu a fost singura greșeală strategică a polonezilor. Propaganda interbelică poloneză afirma că orice invazie germană poate fi ușor respinsă, astfel că succesele invadatorilor au  fost un șoc puternic pentru civili, care, nepregătiți pentru o asemenea eventualitate, s-au retras panicați spre răsărit, răspândind haosul, ducând la scăderea moralului trupelor și dând peste cap transporturile militare. Propaganda a avut o consecință nefastă chiar  și asupra trupelor, care, cu liniile de comunicații distruse de unitățile mobile germane în spatele trupelor, dar și de retragerea haotică a civililor, erau mai mult destabilizate de rapoartele bizare ale posturilor de radio și ziarelor poloneze, care aminteau de victorii imaginare împotriva invadatorului. S-au semnalat cazuri de trupe poloneze încercuite fără veste, sau care au încercat să inițieze atacuri asupra  unor trupe care-i copleșeau din punct de vedere numeric, și care considerau că se angajează în contraatacuri care vor primi sprijin din zonele în care compatrioții au ieșit deja învingători .

### Prima fază: invazia germană

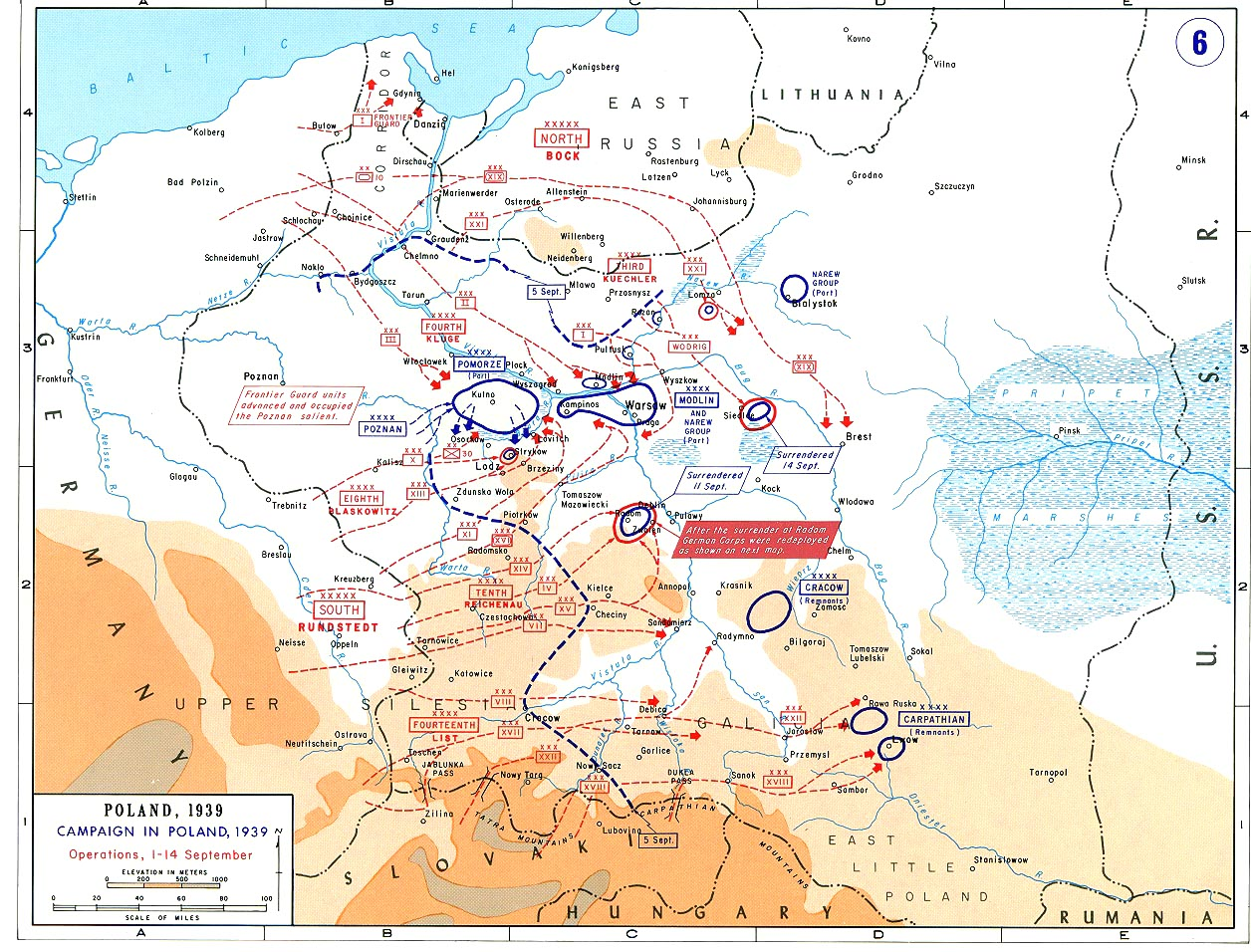
Situația de pe front pe 14 septembrie 1939.

Motto pictat pe un avion de transport german Ju-52: "Orice transportăm noi, benzină, bombe sau pâine, aducem Poloniei moartea."

După o serie de incidente puse în scenă de Himmler și oamenii lui, care încercau să dea o justificare pentru atacul german, care ar fi trebuit să pară în ochii lumii ca o luptă de autoapărare, primul act de război a avut loc pe 1 septembrie 1939 la ora 4:40, când Luftwaffe a atacat orașul polonez Wieluń, distrugând 75% din localitate și ucigând 1.200 de oameni, cei mai mulți civili. Cinci minute mai târziu, cuirasatul german Schleswig-Holstein a deschis focul asupra depozitelor militare poloneze de la Westerplatte, din Orașul liber Danzig de la Marea Baltică. La ora 8:00, trupele germane, în condițiile în care nu fusese remisă o declarație de război încă, au atacat lângă orașul polonez Mokra. Se declanșase bătălia frontierei. Mai târziu, în aceeași zi, germanii au deschis ostilitățile pe fronturile apusean, sudic și nordic, în timp ce aviația germană a atacat orașele poloneze. Principalele direcții de atac erau îndreptate dinspre Germani spre estul Poloniei. O a doua direcție era cea dinspre Prusia Răsăriteană spre sud, iar al treilea atac a fost declanșat de forțele germano-slovace de pe teritoriul statului marionetă slovac. Toate atacurile erau îndreptate spre inima țării, Varșovia.
Guvernele aliate au declarat război Germaniei pe 3 septembrie. Totuși, aliații nu au reușit să asigure Poloniei un sprijin substanțial. La frontiera franco-germană au avut loc câteva hărțuieli minore, în ciuda faptului că majoritatea forțelor germane, inclusiv 85% din tancuri, erau angajate în luptele din Polonia. În ciuda unor succese poloneze minore în luptele de la frontieră, superioritatea tehnică, operațională și numerică i-a forțat pe apărători să se retragă de la granițe spre Varșovia și Lwów. Luftwaffe a câștigat superioritatea aeriană încă de la începutul campaniei. Pe 3 septembrie, când Kluge atingea în nord Vistula, la 10 km de granița germană din acele timpuri, iar Küchler se apropia de râul Narew în sud, tancurile lui Reichenau se aflau în spatele râului Warta, pentru ca peste doar două zile să fie în preajma orașelor Łódź și Kielce. Pe 8 septembrie, unități blindate germane ajunseseră în suburbiile Varșoviei, după o înaintare de 225 km în o săptămână. Pe 9 septembrie, germanii erau pe râul Vistula, între Varșovia și Sandomierz, iar în sud atacatorii ajunseseră la râul San, încercuind orașul  Przemyśl. Generalul Guderian și-a condus armata de tancuri peste râul Narew, atacând râul Bug, reușind încercuind definitiv orașul Varșovia. Toate armatele germane făcuseră progrese importante în atingerea obiectivelor planului Fall Weiss. Armata poloneză a fost ruptă în fragmente care nu se puteau coordona, unele retrăgându-se, altele declanșând atacuri asupra celor mai apropiate coloane ale germanilor.
Forțele poloneze au pierdut Pomerania, Polonia Mare și Silezia în prima săptămână de război, după ce au fost înfrânte în ceea ce s-a numit mai apoi bătălia frontierei. Planul polonez al apărării la graniță s-a dovedit un eșec de proporții. Înaintarea germană ca un tot nu a fost încetinită de succesele sporadice ale polonezilor,  naziștii reușind să avanseze rapid, depășind și a doua centură de apărare. Pe 10 septembrie, comandantul suprem polonez, mareșalul Edward Rydz-Śmigły, a ordonat retragerea trupelor în sud-est, spre așa numitul capul de pod românesc.
Între timp, germanii strângeau încercuirea forțelor poloneze de la vest de Vistula, (în regiunea Łódź și în jurul Poznańului), înaintând mai adânc în Polonia estică. Varșovia, aflată sub bombardamente aeriene intense încă de la începutul războiului, a fost atacată de trupele terestre pe 9 septembrie și a fost asediată pe 13 septembrie. În acest timp, germanii ajunseseră în fața orașului Lwów. Pe 24 septembrie, 1.150 de avioane germane au bombardat puternic Varșovia.
Cea mai mare luptă din această campanie, bătălia de pe râul Bzura, la vest de Varșovia, a durat de pe 9 septembrie până pe 18 septembrie. Armatele poloneze Poznań și Pomorze, retrăgându-se din zonele de graniță ale Coridorului Polonez, au atacat din flanc Armata a 8-a germană, dar, după un succes inițial, au fost înfrânte. După acest eșec, polonezii au pierdut definitiv inițiativa strategică și nu au mai contraatacat la scară mare.
Guvernul polonez al primului ministru Ignacy Mościcki și comandamentul mareșalului Edward Rydz-Śmigły părăsiseră capitala în primele zile ale campaniei și s-au îndreptat către sud-est, ajungând la Brześć pe 6 septembrie.  Mareșalul Rydz-Śmigły a ordonat forțelor poloneze rămase intacte să se retragă în aceeași direcție, în spatele râurilor Vistula și San și să se pregătească de apărare pe termen lung în zona capului de pod românesc.

### Faza a doua: invazia sovietică

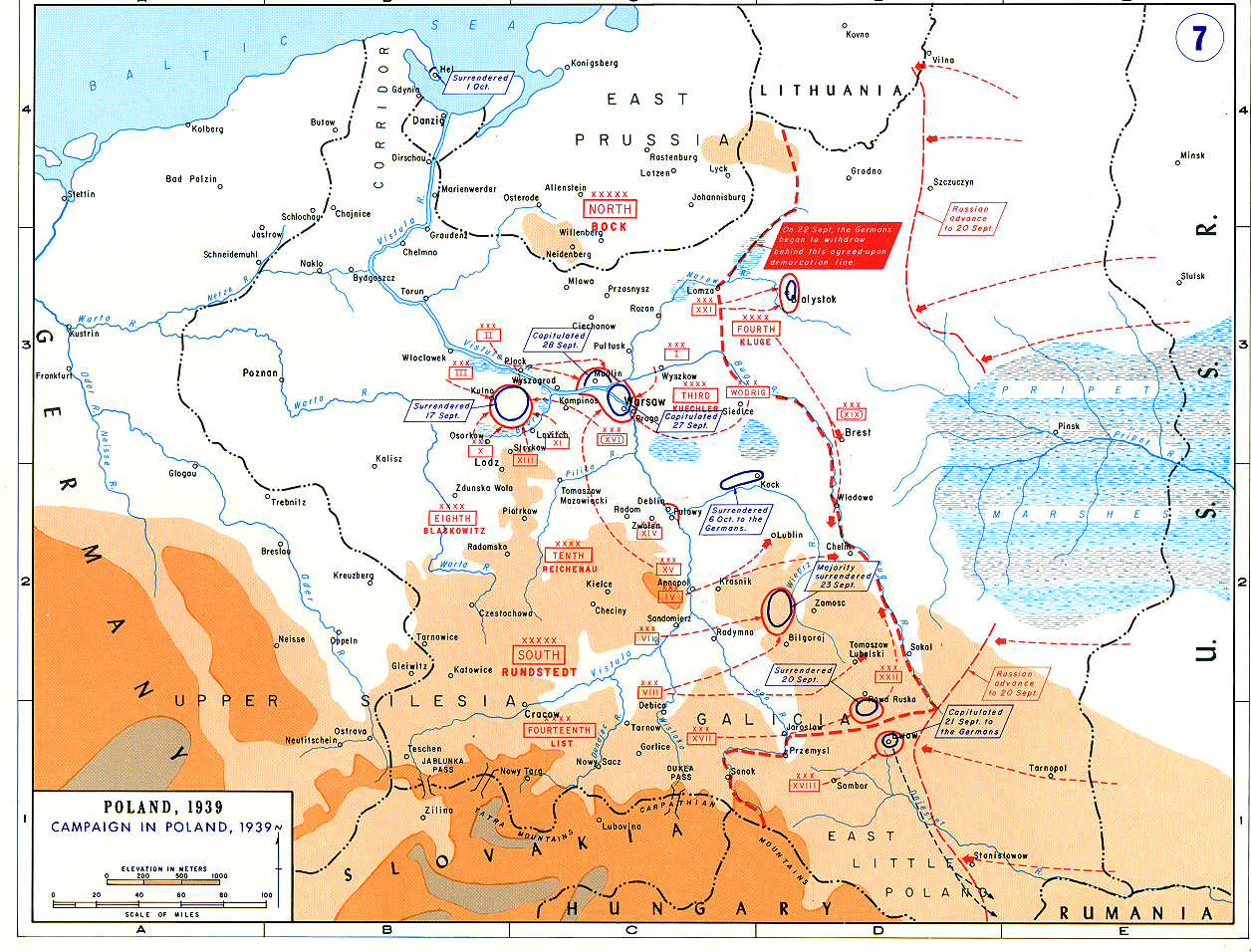
Situația frontului după 14 septembrie 1939.

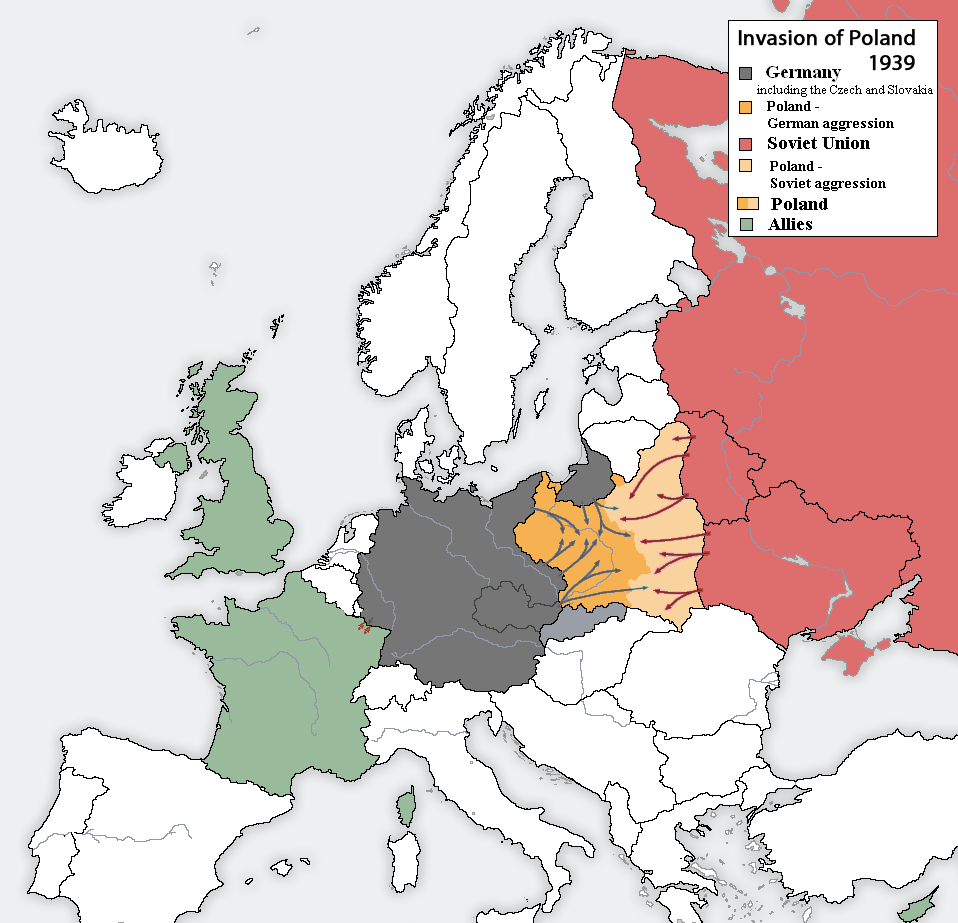
Atacul sovietic asupta Poloniei.

De la începutul campaniei din Polonia, guvernul german a cerut în mod repetat lui Stalin și Molotov să implice URSS-ul în conflict, în conformitate cu aranjamentele semnate la Moscova în vară, și să-și atace vecinul dinspre răsărit. Îngrijorați de avansarea germană neașteptat de rapidă și nerăbdători să pună mâna pe bucata lor de pradă, Uniunea Sovietică a atacat Polonia pe 17 septembrie. S-a căzut de acord între învingători că URSS-ul urma să-și reducă pretențiile în Polonia în schimbul includerii Lituaniei în "zona sovietică de interes".
Pe 17 septembrie 1939, apărarea poloneză era deja depășită și singura speranță era retragerea și reorganizarea apărării de-a lungul capului de pod românesc. Aceste planuri s-au dovedit inoperante peste noapte, în momentul în care 800.000 de soldați ai Armatei Roșii au atacat cu cele două fronturi: Belarus și Ucrainean. Acest atac a fost o violarea a Tratatului de pace de la Riga, a Pactului de neagresiune sovieto-polonez și a altor tratate internaționale bilaterale sau multilaterale, la care Uniunea Sovietică era parte.. Diplomația sovietică a pretins că acțiunea ar fi fost justificată pentru "protejarea ucrainenilor și belarușilor minoritari trăitori în Polonia răsăriteană, în condițiile prăbușirii iminente a Poloniei." În fapt, sovieticii colaborau cu naziștii pentru împărțirea Europei în sferele de interes specificate expres în Pactul Molotov-Ribbentrop.
Forțele defensive din răsărit, cunoscute cu numele de Korpus Ochrony Pogranicza, erau formate din 25 de batalioane. Edward Rydz-Śmigły le-a ordonat să se retragă și să nu se angajeze în luptă cu sovieticii. Acest ordin nu a împiedicat unele ciocniri și lupte mai mici, precum cea de la Grodno, unde soldații și populația civilă au încercat să apere orașul. Sovieticii au ucis mai mulți polonezi, inclusiv prizonieri de război, precum a fost cazul generalului Józef Olszyna-Wilczyński. Organizația Naționaliștilor Ucraineni  s-a ridicat la luptă împotriva polonezilor, iar comuniștii au organizat revolte locale. Tuturor  acestor agitații NKVD-ul le-a pus repede capăt, de îndată ce a ajuns în zonă.
Invazia sovietică a fost unul dintre factorii decisivi care au convins guvernul polonez că războiul a fost pierdut. Mai înainte de declanșarea atacului sovietic, planul militarilor polonezi presupunea o rezistență pe termen lung în voievodatele din sud-estul Poloniei, în care timp ar fi trebuit să se materializeze ajutorul promis de aliații apuseni, care ar fi trebuit să atace Germania dinspre vest. Totuși, guvernul polonez a refuzat să capituleze sau să negocieze condițiile de pace cu Germania și a ordonat unităților militare care se mai afla sub controlul său să se evacueze din Polonia și să se reorganizeze în străinătate.
Astfel, forțele poloneze au încercat să se deplaseze către capul de pod românesc, luptând fără întrerupere cu invadatorii germani. Din 17 septembrie până pe 20 septembrie, armatele poloneze Kraków și Lublin au fost decimate în bătălia de la Tomaszów Lubelski, a doua mare luptă a campaniei. Orașul Lwów  a capitulat pe 22 septembrie. Evenimentele au luat o întorsătură bizară datorită intervenției sovietice: la început orașul a fost atacat de germani pe 15 septembrie, dar în mijlocul asediului, naziștii au predat operațiunile în mâinile aliaților lor sovietici. În ciuda atacurilor tot mai puternice ale germanilor, Varșovia, apărată de unități în retragere reorganizate în grabă, civili și voluntari organizați în miliții populare, au rezistat până pe 28 septembrie. Fortăreața Modlin din nordul Varșoviei a capitulat pe 29 septembrie, după o bătălie intensă de 16 zile. Câteva garnizoane poloneze au reușit să-și apere pozițiile mult după ce fuseseră încercuite de forțele germane. Mica garnizoană a enclavei Westerplatte a capitulat pe 7 septembrie, iar garnizoana din Oksywie a rezistat până pe 19 septembrie. Orașul Hel a fost apărat până pe 2 octombrie. După bătălia de la Szack, la sfârșitul căreia sovieticii au executat toți ofițerii și subofițerii polonezi căzuți prizonieri, Armata Roșie a atins aliniamentul râurilor Narew, Bugul Apusean, Vistula și San pe 28 septembrie, de multe ori întâlnind unitățile germane care înaintau pe celălalt mal. Apărătorii polonezi din Peninsula Hel au rezistat până pe 2 octombrie. Ultima unitate operativă poloneză, Samodzielna Grupa Operacyjna "Polesie", a capitulat după o luptă de 4 zile la Kock, lângă Lublin, pe 6 octombrie. Astfel s-a încheiat Campania poloneză din septembrie.

### Pierderile umane din rândul civililor

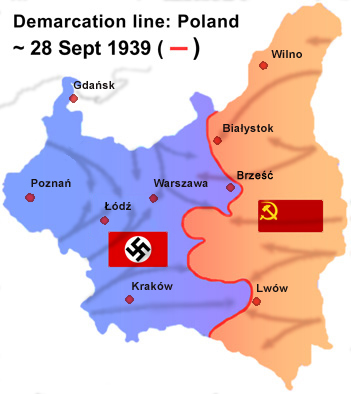
Împǎrțirea Poloniei de cǎtre douǎ state totalitare

Campania poloneză din septembrie a fost un exemplu al războiului total, care avea să se repete de nenumărate ori de-a lungul celei de-a doua conflagrații mondiale. Pierderile umane din rândurile civililor au fost foarte ridicate în timpul luptelor și după încheierea lor. Încă de la începutul campaniei, Luftwaffe a atacat țintele civile și coloanele de refugiați pentru a provoca haos, a da peste cap sistemul de comunicații și pentru a submina moralul polonezilor. Primul astfel de atac a fost dat la ora 4:00 pe 1 septembrie, în timpul bombardării Wieluńului, care a produs aproape 1.200 de victime în rândurile civililor. În afară de victimele căzute în timpul luptelor, forțele germane, atât cele ale SS-ului, cât și cei ai armatei regulate, au făptuit masacre ale civililor și ale prizonierilor de război. În timpul operațiunii Tannemberg, planificată cu atenție, aproximativ 20.000 de polonezi au fost împușcați în 760 de zone de execuție, atât de unitățile speciale Einsatzgruppen, cât și de soldații Wehrmachtului, SS-ului sau ai Selbstschutz.
Într-un caz special, pe 3 septembrie, într-un eveniment cunoscut ca "Duminica însângerată din Bromberg", soldații unităților poloneze aflate în retragere prin orașul Bromberg au auzit împușcături. Focurile de armă au fost puse pe seama sabotorilor germani din oraș care ar fi deschis focul asupra militarilor și civililor de pe acoperișurile caselor și bisericilor. Civilii și soldații polonezi au linșat mai mulți presupuși sabotori germani. Între 223 și 358 de etnici germani au fost uciși în Bromberg, iar mulți alții au fost uciși în satele înconjurătoare.  Numărul exact al victimelor este încă în discuție. Ca represalii, forțele germane au executat cam 3.000 de polonezi și până la sfârșitul anului au trimis cam 13.000 de polonezi în lagărul de concentrare Stutthof.
În total, pierderile umane din rândul civililor în timpul acțiunilor armate și imediat după încheierea lor se ridică la aproximativ 150.000 de polonezi și circa 5.000 de etnici germani din Polonia.

### Urmări

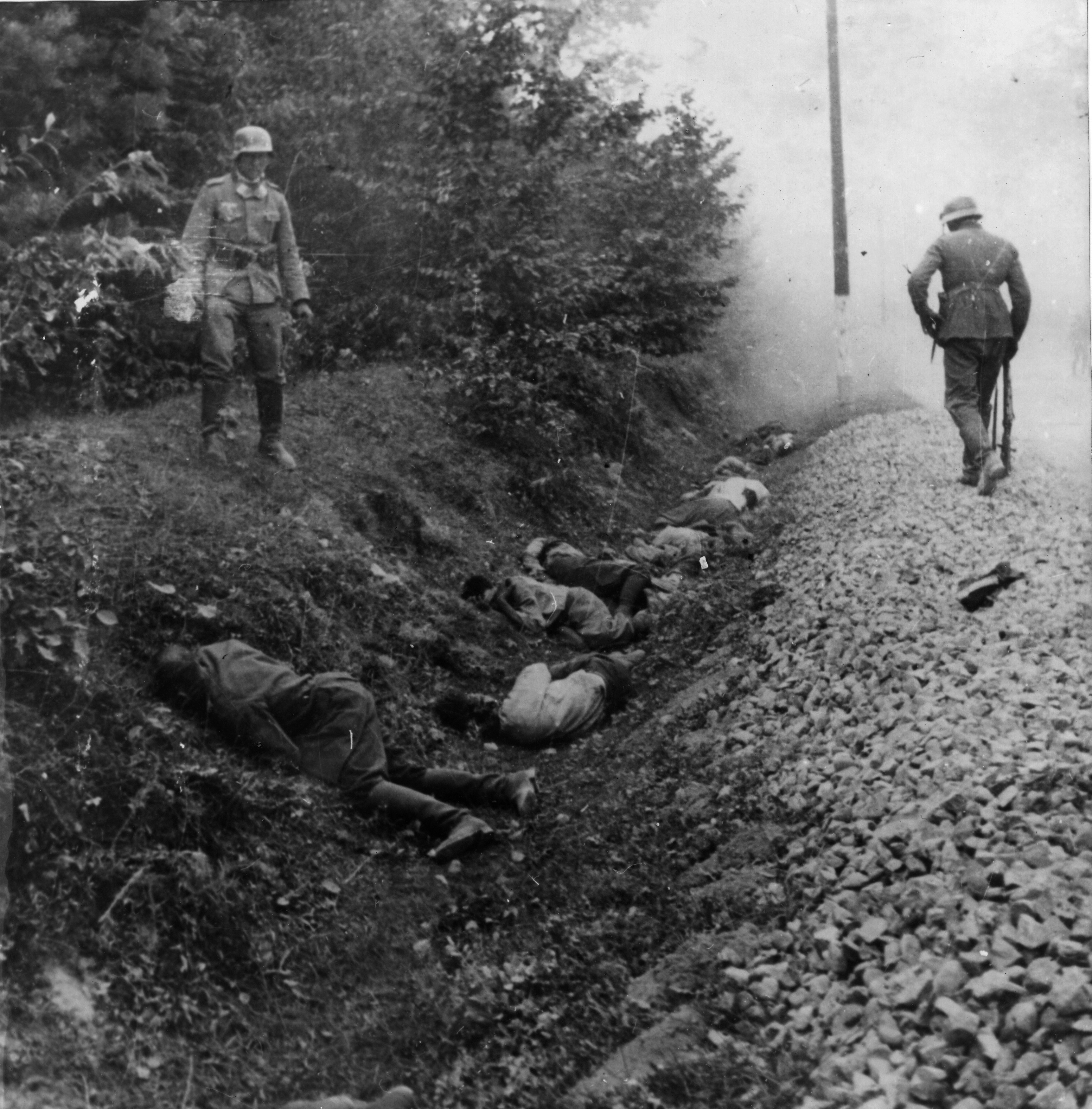
Executarea a aproximativ 300 de prizonieri de război la Ciepielów de către militarii germani ai regimentului 15 motorizat.

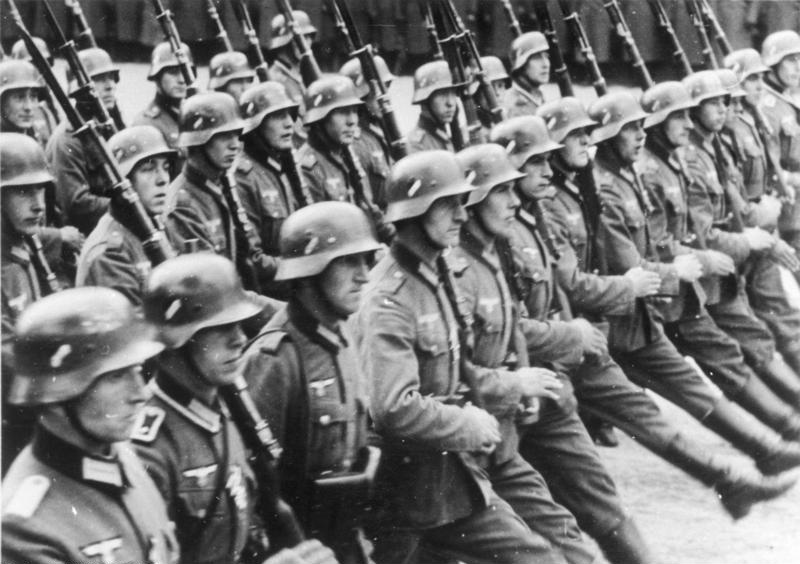
5 octombrie 1939: parada Wehrmachtului pe Aleje Ujazdowskie din Varșovia. Parada este urmărită de Adolf Hitler și alți lideri naziști. În timpul paradei, locuitorilor orașului li s-a ordonat să rămână în casele lor, cu ferestrele închise. Pentru a descuraja tentativele de asasinat, forțele germane au luat 412 de civili ostatici. Printre acești ostatici s-au numărat câțiva dintre cei mai prestigioși profesori de la Universitatea din Varșovia și autorități civile, inclusiv primarul Stefan Starzyński.

La sfârșitul Campaniei din septembrie, Polonia a fost împărțită între Germania Nazistă, Uniunea Sovietică, Lituania și Slovacia. Germania Nazistă a anexat anumite teritorii poloneze, restul fiind organizate ca Guvernământul  General. Pe 28 septembrie, a fost semnat alt protocol secret germano-sovietic, care modifica aranjamentele din august. Astfel, Lituania urma să cadă în sfera de influență sovietică, nu în cea germană. În schimb, noua frontieră sovietică urma să fie mutată mai la răsărit, pe râul Bug. La Brest-Litovsk, comandanții sovietici și germani au participat la o paradă comună a victoriei, mai înainte ca unitățile germane să se retragă la vest de noua linie de demarcație..
Aproximativ 65.000 de soldați polonezi au fost uciși în luptă, iar 420.000 au fost făcuți prizonieri de germani și peste 240.000 de sovietici. Aproximativ 120.000 de soldați polonezi au scăpat în țările neutre: România (prin Capul de pod românesc) și Ungaria, iar alți 20.000 au scăpat în Letonia și Lituania, cei mai mulți reușind să ajungă mai apoi în Franța și Marea Britanie. Cea mai mare parte a navelor marinei militare poloneze a reușit să se evacueze în Anglia. Prin România au fost evacuați și numeroși civili, membri ai guvernului și tezaurul Băncii Naționale a Poloniei. Tezaurul avea să fie transportat mai apoi pe cale apelor, cu vase plecate din portul Constanța, până în Anglia. Germanii au pierdut în luptă aproximativ 16.000 de soldați, dar numărul mare de vehicule blindate (o treime din tancurile angajate în luptă) a dus la o reevaluare a tacticilor de luptă și la inovații tehnice care să îmbunătățească performanțele blindatelor.
Nici una dintre puterile europene – Germania, Aliații occidentali sau Uniunea Sovietică – nu se așteptau ca invadarea Poloniei să ducă la un război care să depășească amploarea și costurile umane și materiale ale primului război mondial. Urmau să mai treacă câteva luni până Hitler să-și dea seamă de inutilitatea tratativelor de pace cu Anglia și Franța, iar combinarea conflictelor european și pacific va duce la ceea ce a fost un adevărat "conflict mondial". Caracterul mondial al conflictului, evident în zilele noastre, nu a fost sesizat de cei mai mulți politicieni și generali în anul 1939. Invadarea Poloniei a marcat declanșarea celui de-al doilea război mondial în Europa, conflict care combinat cu invazia japoneză în China începută în 1937 și cu războiul din Pacific declanșat în 1941, va forma ceea ce numim azi al doilea război mondial.
Invadarea Poloniei va face ca Franța și Regatul Unit să declare război Germaniei pe 3 septembrie. Declarațiile de război franco-britanice vor avea un efect neînsemnat asupra Campaniei din septembrie. Lipsa unor acțiuni directe și imediate pentru sprijinirea Poloniei au dus la convingerea polonezilor că au fost trădați de aliații occidentali.

Supraviețuitor al unuia din bombardamentele asupra Varșoviei.

Pe 23 mai 1939, Adolf Hitler explica ofițerilor săi că scopul agresiunii nu era Danzigul, ci nevoia de obținere a spațiului vital (Lebensraum), iar amănuntele acestui concept aveau să fie formulate mai târziu în planul de tristă amintire Generalplan Ost.   Războiul a distrus numeroase zone rezidențiale din orașele aflate în zonele de conflict, civilii devenind victime directe ale luptelor. Ocupația germană, (Guvernoratul General și Reichsgau Wartheland) a reprezentat unul dintre cele mai brutale episoade ale celui de-al doilea război mondial, ducând la moartea a aproximativ 6 milioane de polonezi, (aproximativ 20% din populația țării). Printre acești morți se numără cei cam 3 milioane de polonezi (de diferite etnii și credințe) uciși în lagărele de exterminare, așa cum a fost Auschwitzul. Arhivat în 7 octombrie 2011, la Wayback Machine.
Armata Roșie a ocupat teritoriile poloneze cu populație ucraineană și belarusă. Sovieticii, întâmpinați la început ca eliberatori de populația locală, au început să introducă ideologia comunistă și metodele staliniste de conducere. Răspunsul populației a fost puternic anticomunist, în special în vestul Ucrainei. Ocupația sovietică din 1939 -1941 a dus la moartea sau deportarea a cel puțin 1,8 milioane de foști cetățeni polonezi, practic toți cei considerați periculoși pentru regimul comunist. Foștii cetățeni polonezi au fost subiectele acțiunilor de sovietizare, strămutare forțată, internărilor în lagărelor de muncă din Gulag, sau au fost pur și simplu uciși, așa cum a fost cazul ofițerilor polonezi asasinați în timpul masacrului de la Katyn. O parte a pierderilor de vieți omenești a fost datorată naționaliștilor ucraineni, care au atacat satele poloneze din vestul Ucrainei. Atrocitățile sovietice au continuat după "eliberarea" Poloniei de către Armata Roșie în 1944, printre acestea numărându-se persecutarea soldaților Armatei Teritoriale (Armia Krajowa) și executarea conducătorilor acesteia după infamul Proces al celor șaisprezece.

#### Legende

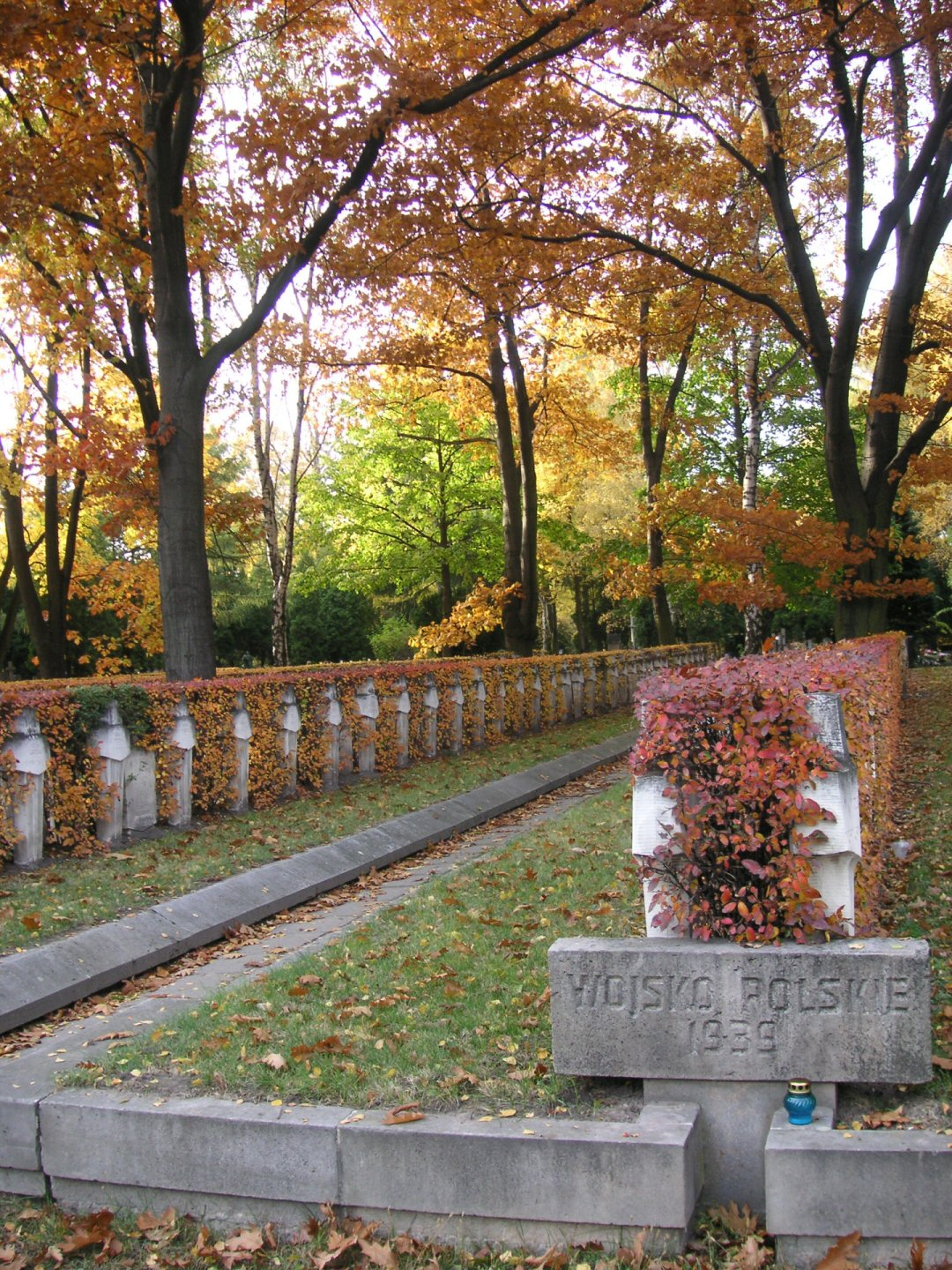
Morminte ale soldaților polonezi din Cimitirul Powązki, Varșovia.

Există mai multe concepții eronate legate de Campania poloneză din septembrie:
- Armata poloneză era așa de înapoiată, încât a atacat tancurile cu cavaleria.

Deși Polonia avea 11 brigăzi de cavalerie, iar doctrina sa militară considera cavaleria drept elita armatei naționale, și alte armate ale vremii, inclusiv cea germană și cea sovietică, aveau în rândurile lor unități numeroase de cavalerie. Cavaleria poloneză, echipată cu arme mici de foc și artilerie ușoară, (precum foarte eficientul tun antitanc Bofors de 37 mm), niciodată nu au șarjat direct împotriva tancurilor, infanteriei din tranșee sau pozițiilor fortificate de artilerie germane, ci a luptat mai degrabă ca infanterie mobilă (dragoni), sau ca cercetași. Cavaleriștii au executat rareori șarje împotriva coloanelor de infanterie aflate în deplasare. Articolul despre bătălia de la Krojanty (în timpul căreia cavaleriștii polonezi au fost decimați de focul tancurilor germane camuflate în teren) explică parțial modul în care a apărut o asemenea legendă.
- Avioanele forțelor aeriene poloneze au fost distruse sol în primele zile de război.

Forțele aeriene poloneze, deși numeric inferioare celor germane, nu au fost distruse la sol, deoarece forțele combatante fuseseră transferate de la marele baze aeriene pe mici aerodromuri camuflate, chiar mai înainte de izbucnirea războiului. Numai anumite avioane de antrenament și avioane auxiliare au fost distruse la sol, pe aeroporturile militare. Avioanele militare poloneze au luptat activ în primele două săptămâni de război, cauzând numeroase pierderi Luftwaffe. Numeroși piloți foarte bine antrenați s-au evacuat prin țările neutre către Regatul Unit, unde s-au încadrat în RAF și și-au adus o contribuție remarcabilă la victoria  britanică din bătălia aeriană pentru apărarea Angliei. Piloții polonezi care au luptat în cadrul RAF s-au distins ca cei mai iscusiți luptători pe avioanele de vânătoare, cu cel mai mare număr de victorii în luptele cu piloții germani.
- Polonia a opus o rezistență slabă și a capitulat rapid

Germanii au suferit pierderi relativ ridicate, în special în tancuri și avioane: aproape echivalentul unei divizii blindate și 40% din aparatele de zbor implicate în campanie. În ceea ce privește durata Campaniei din septembrie, ar trebui notat că a durat doar cu o săptămână mai puțin decât Bătălia pentru Franța din 1940, în condițiile în care forțele franco-britanice erau aproape la egalitate cu cele germane, atât ca număr cât și ca dotare.. Polonia nu a capitulat oficial niciodată.
- Armata germană a folosit concepte de luptă noi și uimitoare și tehnologii surprinzătoare.

Mitul Blitzkriegului a fost răspândit de autori precum Barrie Pitt, care, în lucrarea The Second World War (BPC Publishing 1966), atribuia în mod eronat  victoria germană "uriașei dezvoltări a tehnicii militare  apărute între 1918 și 1940", afirmând greșit că "Germania, care a transpus în practică teoriile (interbelice britanice) ... au numit rezultatul Blitzkrieg." De fapt, în Campania poloneză a fost folosită mai degrabă strategia Vernichtungsgedanke, valabilă încă de pe vremea lui Frederick cel Mare, folosită în timpul războiului franco-prusac din 1870, primului război mondial și aplicată aproape neschimbată și în 1939.

## Controverse

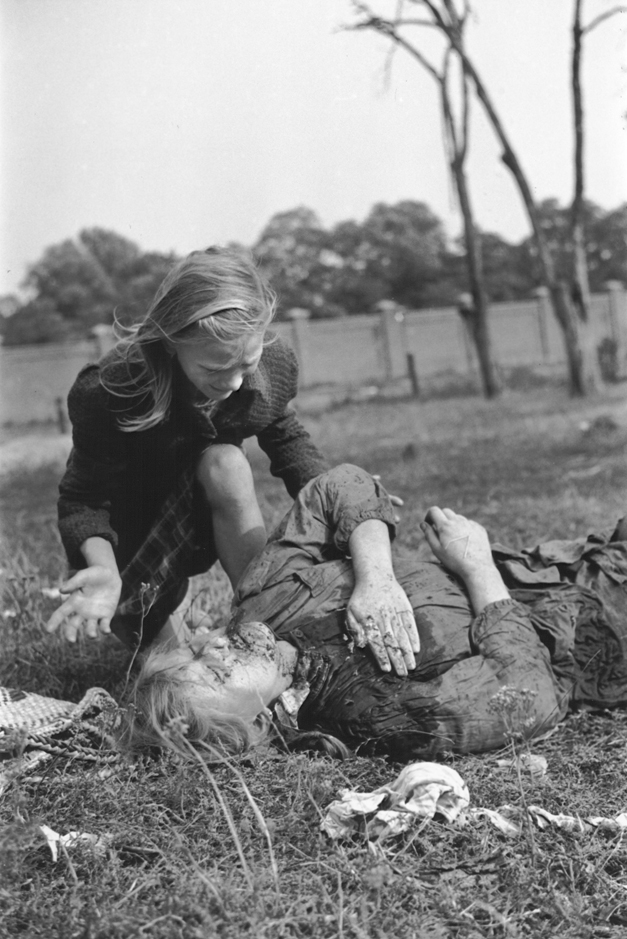
Fata care a pierdut o sora mai mare, după bombardamentele Luftwaffe

Problemele legate de declanșarea celui de-al doilea război mondial prin invadarea Poloniei în 1939 au fost și au rămas subiect de controversă între istorici, în funcție de tabăra ideologică căreia îi aparțin.

### Inițiativa apropierii germano-sovietice
Pentru unii, Stalin a fost motorul negocierilor germano-sovietice. Pentru alții, Hitler a fost factorul principal al acestora. Dacă antisovieticii au adoptat prima poziție, comuniștii au susținut-o pe cea de-a doua. Astfel, generalul Walter Krivitsky, șeful serviciilor de informații din Europa Occidentală până în 1938, care a dezertat în Statele Unite în 1939, scria: 

     Înaintea încheierii pactului germano-sovietic, prevala ideea că Hitler și Stalin erau dușmani de moarte; nu era, în fapt, decât un  mit, o imagine deformată, creată de un camuflaj inteligent și de artificiile propagandei. De fapt, Stalin solicita tot timpul și nu se lăsa descurajat de refuzurile brutale. Lui Stalin îi era teamă de Hitler. Dacă s-ar putea vorbi de un progerman la Kremlin, acesta era Stalin, care și-a menținut tot timpul această poziție… Politica sa internațională, din 1933 până în 1939, a constat dintr-o serie de manevre menite să-l pună într-o poziție favorabilă de a trata cu Hitler. El își calcula toate mișcările, având ochii ațintiți spre Berlin. Spera să ajungă într-o asemenea poziție, încât Hitler să poată considera avantajoasă acceptarea propunerilor sale. 

Doi istorici comuniști, Bouvier și Gacon, susțin teza inversă. Stalin nu dorea decât victoria democrațiilor occidentale, iar Ribbentrop, presat de Hitler, și-a intensificat acțiunile diplomatice. Interesul lui  Stalin era să evite războiul, dar neavând de-a face decât cu negociatori occidentali fără putere de decizie a optat pentru răul cel mai mic: semnarea unui pact de neagresiune cu Reichul. Teza celor doi istorici se sprijină pe documente false, furnizate de Andre Guerber într-un articol din „La Nouvelle Republique” din 22 aprilie 1947.
După deschiderea ultimelor arhive, se pare că niciuna dintre aceste versiuni nu este cea adevărată. Hitler dorea cu orice preț să evite intervenția Uniunii Sovietice în conflictul care se prefigura, iar Stalin nu avea alt scop decât să întârzie cât mai mult intrarea țării sale în conflict, pe care o considera insuficient pregătită de luptă. În aceste condiții au avut loc negocierile germano-sovietice din 1939. În tot acest timp, negociatorii ambelor tabere au ținut seama doar de indicațiile lui Hitler și Stalin, care doreau să obțină cât mai mult pentru națiunile lor.
Hitler dorea să declanșeze războiul. Toate celelalte țări considerau iminentă declanșarea conflictului armat, dar încercau să câștige timp.

### Atitudinea lui Stalin
Pe 19 august 1939, Biroul Politic al Comitetului Central al Partidului Comunist al Uniunii Sovietice s-ar fi întâlnit într-o ședință secretă, în cadru căreia Stalin ar fi declarat:
  –    Pacea sau războiul. Această problemă a intrat în faza sa critică. Soluționarea acesteia depinde în întregime de poziția pe care o va adopta Uniunea Sovietică. Suntem absolut convinși că, dacă noi încheiem un tratat de alianță cu Franța sau Anglia, Germania se va vedea obligată să dea înapoi din fața Poloniei și să caute un modus vivendi cu puterile occidentale. În felul acesta, războiul va putea fi evitat și atunci evoluția ulterioară a acestei stări de lucruri va deveni periculoasă pentru noi. 
Pe de altă parte, dacă acceptăm propunerea Germaniei, pe care o cunoașteți, de a încheia un pact de neagresiune, Germania va ataca în mod cert Polonia, intervenția Franței și Angliei devenind inevitabilă.
În aceste condiții, vom avea mai multe șanse de a rămâne în afara conflictului, așteptând, cu mai multe avantaje, momentul în care ne vom implica. Această poziție corespunde interesului nostru. 
Astfel, opțiunea noastră este clară: trebuie să acceptăm propunerea germană și să cerem misiunilor engleze și franceze să se reîntoarcă în țările lor.
Vă repet, este în interesul nostru ca războiul să se declanșeze între Reich și blocul anglo-francez. Este esențial pentru noi ca acest război să dureze cât mai mult posibil, pentru ca cele două părți să se epuizeze. De aceea trebuie să acceptăm pactul propus de Germania și să acționăm pentru ca războiul odată declanșat să se prelungească la maximum. În același timp, trebuie să intensificăm relațiile economice cu țările beligerante, pentru ca în momentul în care războiul va lua sfârșit, noi să fim bine pregătiți. 
Până în momentul de față, în ciuda deschiderii a numeroase arhive sovietice, cercetătorii nu au găsit un document care să amintească de o întrunire a Biroului Politic de la acea dată. De aceea, relatarea despre sus-numita întrunire este cel mai probabil o mistificare.

### Punctele de vedere revizioniste și neonaziste
Dacă istoricul A. J. P. Taylor îl consideră pe Hitler un om de stat oportunist, antrenat mai mult sau mai puțin inconștient într-un conflict militar, revizioniștii au mers mai departe.
David L. Hoggan a considerat că, prin garanțiile de securitate date de anglo-francezi Poloniei, aceasta din urmă s-a simțit în siguranță și a rupt negocierile polono-germane și a provocat declanșarea războiului mondial. O astfel de supoziție îl disculpă total pe Hitler.
Poziția lui Hoggan a fost un punct de plecare pentru noi afirmații.  Neonaziștii din Partidul Național Democrat (NPD) afirmă că Germania s-a simțit încercuită și a fost constrânsă să declanșeze războiul și întreaga răspundere pentru declanșarea războiului mondial cade în tabăra Aliaților.